# Vrh pri Boštanju
Vrh pri Boštanju je razloženo naselje z gručastim jedrom v Občini Sevnica. Sestavlja ga več zaselkov, ki so raztreseni med dolinama potoka Grahovice in reke Mirne: Dule, Klanec, Pleček, Gabrnik, Ravne, Topolovec, Grič, Hrib, Dobje, Drče, Okič, Volčje Jame, Drenovec, Straški Hrib in Lipoglav. Nahaja se v bližini mesta Sevnica in naselje Boštanj. Povprečna nadmorska višina je 394 m. Vrh ima 218 prebivalcev (113 moških in 105 žensk). Stalni prebivalci, se ukvarjajo z kmetijstvom, sadjarstvom in raznimi obrtmi, v kraju pa je tudi kar nekaj vinogradov s počitniškimi hišicami in zidanicami. V okolici je veliko gozdov. Kraj je znan po starih kozolcih in lesenih objektih ter cerkvi na Topolovcu, do katere vodi romarska pot z devetimi kapelicami (zdaj so to rekreacijske poti), po kužnem znamenju iz šestnajstega stoletja, pesniku Antonu Umeku Okiškem in gostišču Dolinšek na vrhu Hriba. Prvič se Vrh pri Boštanju omenja v srednjeveških listinah leta 1436 v zvezi z nemškim imenom »am perg«. Istega leta se omenja tudi Okič in sicer kot Okotsch.

## Cerkev Marijinega vnebovzetja na Topolovcu
Baročno romarsko cerkev je dal zgraditi boštanjski graščak Andej Modrax leta 1734 v zahvalo, ker je ozdravel njegov hudo bolni sin. Naročil je tudi gradnjo sedmih zidanih kapelic, ki stojijo ob poti od Vrha proti Topolovcu.
V cerkvi poteka žegnanje na veliki šmaren (15. avgusta), mali šmaren (v soboto zvečer procesija z lučkami, v nedeljo pa praznična sveta maša), Štefanovo in velikonočni ponedeljek (‘emavs’).
Cerkvena ladja je v srednjem delu obokana s križno kupolo. Vse stene so razčlenjene s pilastri, ki so povezani med seboj z bogato profiliranimi venčnimi zidci. Obe vzdolžni steni sta poglobljeni v obliki niš, v katerih sta postavljena stranska oltarja, ki sta arhitektonsko enaka, zaključena z dvema stebroma. V enem stranskem oltarju je oljna slika apostola Andreja, narejena v živi baročni kompoziciji. Slika prikazuje vezanje apostola na križ, na katerem je umrl mučeniške smrti. Ob straneh sta na krilih plastiki sv. Jožefa in svetnice s knjigo. V atiki je v medaljonu slika Marije z malim Jezusom in sv. Janezom Krstnikom. Na drugem stranskem oltarju je podoba Janeza Nepomuka, ki sloni na oblakih obdan z angeli. V miniaturni obliki je na isti strani upodobljeno njegovo mučeništvo, kako ga mečejo v reko Vltavo. Na krilih sta plastiki sv. Frančiška Ksaverja s križem in sv. Frančiška Borgia, ki je upodobljen z monštranco v roki. Zgoraj v atiki je v medaljonu slika sv. Antona Padovanskega.
V cerkvi sta še sliki sv. Notburge in sv. Ignacija. Obe sta obdani z bogato rezljanim baročnim okvirjem s trakasto in mrežasto motiviko. Prižnica je slogovno enaka oltarjem, saj je lesena, trebušaste oblike in izhaja iz prve polovice 18. stoletja. Leta 1935 je bila v celoti dekorativno poslikana (slikar Cerinšek je posnemal renesančne motive). Na koru so orgle z lepo baročno omaro; imajo en manual in 12 registrov.
Celotna cerkev je potrebna temeljite obnove.
Glavni oltar je baročno delo v lesu iz leta 1734 neznanega mojstra. Na prestolu sedi frontalno postavljena Marija z Jezusom, sredi oblakov in v krogu angelov. Nad nišo je napis Omnia ad maiorem Dei et beatae Mariae Virgini gloriam (Vse v večno božjo in blažene Marije Device slavo). Ob stebrih stoje figure štirih svetnic, od leve proti desni Apolonija, Ana, neznana svetnica in Lucija (verjetno dodane kasneje). Celoten prestol obkrožajo oblaki in deset angelov s svečniki. V atiki je v sredini niša in medaljon z Marijinim kronanjem, na vsaki strani pa sedita dva angela. Levo in desno sta dve redovnici, leva drži križ, desna pa knjigo.
Na oltarni mizi stoji tabernakelj s po tremi stebri na vsaki strani in bogato baročno dekoracijo. Ob tabernaklju stoji šest svečnikov. Antipendij na podstavku oltarne mize je oljna slika na platnu s cvetlično dekoracijo in osrednjim okvirjem z bogato baročno motiviko in stoječo Marijo na sredini. Na desni in levi strani oltarja so rezljana in pozlačena krila. Slika Marijinega vnebovzetja, ki prekriva prestol, je verjetno mlajša kot oltar, saj je imel slikar za model Marijo, ki je upodobljena na antipendiju.
Presenetljivo veliko število jezuitskih svetnikov in napis na glavnem oltarju, ki je jezuitsko vodilo, potrjujejo domnevo, da so imeli pri postavitvi in vodenju te božje poti verjetno vplivno vlogo jezuitski redovniki. Ti so bili skupaj s kapucini v 17. in 18. stoletju veliki pospeševalci pobožnosti med slovenskim ljudstvom. Žal ni znano, kdo je načrtoval svetišče in kateri umetniki so ga tako lepo okrasili s svojimi deli. Med znanimi mojstri, ki so pustili tudi ime, je orglar Peter Rumpel. Izdelal je velike orgle, na katere igrajo še danes. (vir: Alfonz Žibert, župnija Boštanj).
Topolovec je priljubljena božja pot. Romarjev od drugod je manj kakor nekoč, ko so prihajali v procesijah. Še danes je v cerkvi lep baročni križ z Marijinim kipom, s katerim so sprejemali procesije, ko so jim šli naproti. Takih velikih shodov, kot so bili še pred drugo svetovno vojno, ko so ljudje prišli že na predvečer in noč prečuli ali prespali v cerkvi in okolici, ni več. Zaradi lepega razgleda po dolenjski in štajerski pokrajini pa je sem vredno priti ob vsakem času.

## Zidane kapelice
Iz dolino Grahovice, lahko na Topolovec do cerkve dostopa po sončkovi poti in romarski poti. Do cerkve vodita tudi pot pesnika Umeka Okiškega in asfaltna cesti skozi naselje Vrh.

## Zidano slopno znamenje
Zidano znamenje stoji ob cesti Dolenji Boštanj-Vrh pri Boštanju, od Vrha v smeri zaselka Okič, kjer se cesta odcepi proti cerkvi na Topolovec. Je spomenik lokalnega pomena pod šifro EŠD 14758.
Slopno znamenje ima nad nizkim temeljnim zidkom kvadrast trup s posnetimi robovi, ki se zaključujejo v obliki ajdovega zrna. Končuje se s poudarjenim robom, nad katerim stoji kvader s tremi oblo zaključenimi nišami. Pokriva ga piramidasta streha iz skrila. Čelna niša je obrnjena stran od sedanje cestne trase. V nišah so tiskane slike Marije z Detetom, Križanega in svete družine. Na tem križišču se pot odcepi tudi h gostišču Dolinšek, ki je znano po svoji kulinariki in zelo lepem razgledu. (vir: Alfonz Žibert, Župnija Boštanj)

## Cerkev na Okiču
Skromna podeželska stavba kaže na nastanek v času 17.stoletja. Cerkev omenja tudi že Valvasor.
Leta 2002 je v strelovod cerkvenega zvonika udarila strela. Strela je v prebila strelovodno instalacijo pri čemer je prišlo do močnega poškodovanja stropne konstrukcije ladje. Ob zidu pri vhodu je nastala v stropu večja luknja. Omet stropa je po celi površini močno razpokal in se krušil na tla. Prav tako je bil poškodovan omet na levi steni cerkvene ladje in v zakristiji.
Cerkev je bila v letih 2004 in 2005 v celoti obnovljena s pomočjo sredstev Ministrstva za kulturo, Občine Sevnica, Krajevne skupnosti Boštanj ter donacij posameznikov in podjetij iz Okiča in okolice. Leta 2015 je bil v zvoniku cerkve dodan še en zvon, skupaj so zdaj v zvoniku trije zvonovi.
Več o cerkvi sv. Ane na Okiču in  obnovi cerkve si lahko preberete v poročilu, ki je bilo izdano ob blagoslovu obnovitvenih del 24.7.2005.

### Oltar
Glavni oltar iz 19. stoletja, sv. Ana, ob njej pa klečeča Marija. Ob straneh sta kipa sv. Jožefa in sv. Joahima.
Glavni oltar je lesen iz sredine 19.stoletja. Izdelan je v slogu zakasnelega klasicizma z umirjenimi formami. Na tronu je sedeča sv. Ana, ob njej pa klečeča Marija. Ob straneh sta kipa sv. Jožefa in sv. Joahima.
Oba stranska oltarja sta enaka in sicer miniaturna izdelka iz časa okrog leta 1700. Imata zvite stebričke, rezljana krila in atiko, ki točno ponovi oblike spodnjega dela. V desnem oltarju je sv. Anton Puščavnik, v atiki pa sv. Družina. V levem oltarju je Žalostna Mati Božja, kopija iz 19.stoletja, v atiki pa Marija z Detetom po Rafaelu.
Oljnata slika sv. Ane na vzdolžni severni strani ladje je kopija iz 19.stoletja in sicer po Metzigerjevi predlogi.

### Žegnanje in prazniki:
Zelo odmeven praznik je 17. januarja, ko goduje sv. Anton Puščavnik. Takrat je po maši pred cerkvijo licitacija krač in klobas, ki jih v dar za cerkev prinesejo vaščani. 26. julij je praznik sv. Ane –zavetnice cerkve in žegnanje. Takrat se v cerkvi in okoli nje zbere veliko število ljudi od blizu in daleč. Po maši pa krajani priredijo veselico.

## Kozolci na Vrhu pri Boštanju
Trije kozolci stojijo v vasi Vrh nad Boštanjem. Sterlekarjev kozolec iz leta 1829, ima dva para oken. Mlajši, narejen leta 1895, je Mirteljnov oziroma Možicev kozolec. Ta je večji in ima tri pare oken. Najmlajši pa je Androjnov kozolec, narejen leta 1940, ki ima prav tako dva para oken. Material izdelave je večinoma tesan hrast. Vsi trije kozolci so lepo ohranjeni. Poleg njih pa je v vasi Vrh ohranjenih še mnogo drugih zanimivih lesenih objektov. ( vir Orehovec Tina)
- Možicev kozolec
- Sterlekarjev kozolec
- Androjnov kozolec

## Zgodba, kako je stari Mešjak hodil po vino na Topolovec
Zelo zanimiva je tudi zgodba starega Franca Slapšaka, ki so mu rekli tudi Mešjak. Imel je trgovinico v Boštanju ter čedno posestvo in precejšen vinograd na Topolovcu. Za tiste čase je imel zelo dobro vino, kvalitetne trte in urejen vinograd. Zgled je dobival  pri mejašu grajskem vinogradu in graščinskih strokovnjakih, ki so ta vinograd oskrbovali.
Topolovško vino je bilo včasih dobro znano in ga je Mešjak navadno točil za malo mašo. Eno od zgodb Mešjaka, ki gre od ust do ust, pa je opisal tudi slavni baron Janez Vajkard Valvazor v svoji knjigi Slava vojvodine Krajnske. Na osnovi te zgodbe pa v Boštanju vsako leto prirejajo Mešjakov večer kulinarike in pijač. (vir: knjiga 800 let Boštanja)

## Arheološka najdišča na Vrhu pri Boštanju
Vrh pri Boštanju ima tudi arheološko nahajališče, in sicer v Ravnah, kjer so danes prekopane tri gomile. Izkopali so jih leta 1904 in kasneje, najdbe pa sodijo v 6. stoletje. Najdbe so danes v Prirodoslovnem muzeju na Dunaju in Narodnem muzeju v Ljubljani. (vir: knjiga 800 let Boštanja)